# Бизентрате (Милано)
Бизентрате је насеље у Италији у округу Милано, региону Ломбардија.
Према процени из 2011. у насељу је живело 65 становника. Насеље се налази на надморској висини од 112 м.